# Androcymbium
Androcymbium es un género de plantas herbáceas con 69 especies, perteneciente a la familia Colchicaceae. Es originario de Macaronesia, región del Mediterráneo y sur de África hasta Yemen.

## Especies seleccionadas
- Androcymbium abyssinicum (A.Rich.) Stef.
- Androcymbium albanense Schönland
- Androcymbium albomarginatum Schinz
- Androcymbium amphigaripense U.Müll.
- Androcymbium asteroides J.C.Manning & Goldblatt
- Androcymbium europaeum Lange 1890

## Sinonimia
- Cymbanthes Salisb., Trans. Hort. Soc. London 1: 329 (1812).
- Erythrostictus Schltdl., Linnaea 1: 90 (1826).
- Plexinium Raf., Fl. Tellur. 2: 32 (1837).[1]